# Đông Khánh Sơn
Đông Khánh Sơn là một xã thuộc tỉnh Khánh Hòa, Việt Nam.

## Lịch sử
Ngày 16 tháng 6 năm 2025, Ủy ban Thường vụ Quốc hội ban hành Nghị quyết số 1667/NQ-UBTVQH15 về việc sắp xếp các đơn vị hành chính cấp xã của tỉnh Khánh Hòa năm 2025 (nghị quyết có hiệu lực từ ngày 16 tháng 6 năm 2025). Theo đó, hợp nhất các xã Sơn Trung, Ba Cụm Bắc và Ba Cụm Nam thành xã Đông Khánh Sơn.

## Địa lý
Xã Đông Khánh Sơn có ranh giới với các xã:
- Phía Bắc giáp xã Cam Hiệp
- Phía Nam giáp xã Bác Ái Đông
- Phía Đông giáp xã Cam An và phường Ba Ngòi
- Phía Tây giáp xã Khánh Sơn

Xã có diện tích 114,26 km², dân số năm 2025 là 10.376 người, mật độ dân số đạt 91 người/km².